# Gulnar Mammadova
Pour les articles homonymes, voir Mammadova.
Gulnar Mammadova (Gülnar Məmmədova en azéri) est une joueuse d'échecs azerbaïdjanaise née le 11 mai 1991 à Ali Bayramli. Maître international (titre mixte) depuis 2017, elle a remporté la médaille d'or individuelle au troisième échiquier lors de l'olympiade d'échecs de 2016 à Bakou avec 7 points sur 9 marqués et une performance de 2 559 points.
Au 1er janvier 2018, elle est la deuxième joueuse azerbaïdjanaise et la 104e joueuse mondiale avec un classement Elo de 2 357 points.

## Compétitions de jeunes
En 2006, Gulnar Mammadova a remporté la médaille de bronze au championnat d'Europe des moins de 16 ans et la médaille d'argent au championnat du monde des moins de 16.

## Compétitions par équipe
Gulnar Mammadova a représenté l'Azerbaïdjan lors des olympiade de 2010, 2012, 2014 et 2016, ainsi qu'au championnat du monde d'échecs par équipe de 2017.